# Zastava M48
Zastava M48 (uradni naziv: Puška 7,9 mm M.48) je jugoslovanska repetirka iz družine Mauser 98. Zasnovana je bila po drugi svetovni vojni na podlagi belgijsko-jugoslovanske puške Mauser M24 in nemške Karabiner 98k. Bila je osnovno orožje JNA od leta 1948 do uvedbe PAP M59 in se je uporabljala do razpada Jugoslavije. V Jugoslaviji so se srednješolci pri predmetu Obramba in zaščita učili z njo streljati in jo razstavljati.

## Opis
M48 je repetirna večstrelna puška s kapaciteto 5 nabojev 7,92x57 Mauser. Polni se lahko posamično, ali pa z uporabo Mauserjevih okvirčkov. Merki so mehanski, z razponom od 200 do 2000 m.
Na M48 zgornji del lesa (kopišček) sega od prednjega obročka mimo mehanskih merkov do zaklepišča za razliko od nemške mavzerice Karabiner 98k, kjer sega le do mehanskih merkov; tako ju lahko hitro ločimo.

## Različice
- M48: Izdelava 1950 - 1952.[1] To je prva različica, vsi kovinski deli so rezkani.
- M48A: Izdelava 1952 - 1956.[1] Pocenjena in pohitrena proizvodnja zaradi štancanja dna nabojnika.
- M48B: Izdelava 1957 - 1967.[1] Več štancanih delov, kar je še dodatno pocenilo proizvodnjo. Na tej različici je prav tako napis M48A.
- M48BO: Izdelava 1957 - 1967.[1] "BO" pomeni brez oznake, saj ta različica na zaklepišču nima grba SFRJ, ker je bila namenjena izvozu. Nekaj jih je bilo prodanih v Sirijo in Irak.

## Dodatna oprema

### Bajonet
Na puško je mogoče nasaditi bajonet tipa M24/48, ki je prav tako kompatibilen s puško Mauser M24.

### Daljnogled
Ostrostrelne puške Mosin-Nagant M91/30 (te so v Jugoslavijo prispele še med drugo svetovno vojno) so poskušali nadomestiti z M48. Izdelanih je bilo nekaj prototipov ostrostrelnih pušk M48 s kopijo ruskega daljnogleda "PU", imenovanega TOS M52 (izdelovali so ga v Tovarni optičnih sredstev v Ljubljani), a ti niso prešli v uporabo JNA. Daljnogled je bil montiran na levo stran tako, da je onemogočal polnenje s 5-strelnim okvirčkom, zato je bilo potrebno polniti vsak naboj posebej. Ostrostrelno puško Mosin-Nagant M91/30, ki je bila do takrat v uporabi je komaj leta 1969 nadomestila puška Zastava M69.

### Tromblon
Na ustje cevi je mogoče pritrditi tromblon M60 s posebnim merkom. Za izstrelitev tromblonskih min je potreben tromblonski naboj (in ne krogleni), ki je spravljen na dnu tromblonske mine.

## Uporabniki
- Burma: Leta 1953 je kupila 10.000 kosov pušk M48A.[1]
- Egipt[1]
- Indonezija: Policijska karabinka[1]
- Irak: Med letoma 1957 in 1960 so mu bile dobavljene puške M48BO.[1]
- Jugoslavija[1]
- Poljska: Poljska Mejna straža je leta 2018 za ceremonialne namene kupila 44 mavzeric M48. Za nakup so se odločli, ker so podobne puškam, ki jih je ta enota uporabljala v letih 1924 - 1939.[4][5]
- Sirija: Med letoma 1957 in 1960 so ji bile dobavljene puške M48BO.[1]